# Armand Preud'homme
Pour les articles homonymes, voir Preud'homme.
Armand Rozaire Joseph Preud'homme, né à Peer le 21 février 1904 et mort à Brasschaat 7 février 1986, est un compositeur et organiste flamand, citoyen d'honneur des communes de Peer, de Geel, de Kampenhout, de Kasterlee et de Zichem. Il a écrit environ 450 chansons.

## Biographie

### 1904-1945
Preud'homme est le cadet des cinq enfants de son père, qui était directeur de l'école locale de garçons.  Sa maison natale deviendra plus tard le musée Armand Preud'homme.  L'amour de la musique lui fut transmis par son père, organiste de l'église paroissiale.  La sœur aînée d'Armand Preud'homme, elle aussi, lui donna des leçons de musique.  Déjà à l'âge de neuf ans, Armand remplaça son père à l'orgue et, parvenu à l'âge de treize, il écrivit sa première chanson.
Après avoir achevé l'enseignement secondaire, Armand Preud'homme s'inscrivit à l'école des régents de Saint-Trond.  Or, ces études ne le satisfaisaient pas.  Il s'inscrivit donc à l'école d'orgue de Hasselt pour étudier auprès d'Arthur Meulemans et, ensuite, à l'Institut Lemmens, un conservatoire jadis situé à Malines, où il étudia auprès de Jules Van Nuffel, de Marinus de Jong et de Flor Peeters.  C'est là qu'il obtint son diplôme en 1928, pour ensuite devenir organiste de l'église Saint-Amand de Geel en 1931.
En 1929, lors d'une visite au Minnesota, il fit l'arrangement d'une chanson de Francis Scott Key de 1814 (contrafactum d'une mélodie de John Stafford Smith), que l'oncle de Preud'homme, Constant Hendrix – à cette époque, librettiste de l'orchestre de George Gershwin – , amena à Washington, où les membres du Congrès des États-Unis en subirent les charmes, de sorte qu'ils rendirent officiel cet arrangement de l'hymne national La Bannière étoilée.  Ce fut pourtant un arrangement dont le compositeur même était peu fier, raison pour laquelle il ne s'en vantait pas, qu'il ne l'a jamais enregistré et qu'il n'a jamais reçu un dollar pour son travail.
À Geel, Armand entra en contact avec une troupe d'opérette.  Comme celle-ci ne put faire face au degré de difficulté des opérettes qu'elle aurait voulu jouer, Armand s'attela à la composition de morceaux plus légers, par et pour le peuple.  Petit à petit, il se mit à écrire plus de chansons.  Peu avant la Seconde Guerre mondiale, il composa des chansons populaires flamandes, comme Voor Outer en Heerd (Pour l'autel et le foyer) et Kempenland (Le Pays de Campine), chantées à la façon des marches pendant la guerre.
Sa première opérette, Het leven bloeit open (La vie fleurit), a été jouée 22 fois.  Le sujet en était l'histoire d'un garçon qui quitte la campagne pour aller étudier la musique en ville.  Il revient dans son village, où il entre en contact avec une femme aisée qui tombe amoureuse de lui, mais il choisit finalement une fille du peuple.
Au cours de la période qu'il passa à Geel, il écrivit, entre autres, De helden van het land (Les Héros du pays) et Het schoothondje van mevrouw Pips (Le Bichon de madame Pips).  De 1943 à 1945, il fut directeur d'une école de musique à Mortsel.  Preud'homme était aussi chef d'orchestre de l'Harmonie flamande de Geel (Vlaamse Harmonie Geel).

### 1945-1986
Peu après la Seconde Guerre mondiale, Preud'homme, pour avoir mis en musique les premiers vers de la chanson Kempenland, aan de Dietsche kroon, fut accusé de sympathiser avec l'ordre nouveau.  Condamné à une peine de prison d'un an, il fut acquitté par la Cour d'appel en 1949.  Il dut se battre pour trouver du travail.  Il était dorénavant perçu comme le compositeur de la chanson Kempenland.  Pour gagner sa vie, il dut alors accepter, pour ainsi dire, tout genre de boulot : l'élevage de poulets, la vente de machines à laver et l'assistance aux inventions de son frère.
En 1947, il revint à Anvers et, après avoir été employé au Vlaams Ekonomisch Verbond (une organisation patronale flamande) pour une courte durée, il se vit obligé d'aller toucher des allocations de chômage.  Avec les frères Renaat et Maurice Veremans, ainsi qu'avec Mark Liebrecht, il formait une sorte de coterie de chômeurs, où l'on discutait de peu d'autres choses que de la musique.  C'est vers cette époque que fut créée l'opérette Op de purperen hei (Sur la lande mauve), depuis lors représentée plus de 500 fois.
Début des années 1950, Preud'homme jouait l'orgue Hammond au restaurant Bristol sur la Frankrijklei, où les socialistes avaient un pied-à-terre.  Lorsque le chef de file socialiste Camille Huysmans y passait, Preud'homme jouait pour lui des pièces de Peter Benoit.  Mais en 1957, la guerre scolaire faisant rage, c'est la chanson Voor Outer en Heerd de Preud'homme qu'entonnaient les militants catholiques dans les rues.  Comme les socialistes croyaient que Preud'homme l'avait composé à cette occasion, bien qu'il pût prouver le contraire, il fut licencié du Bristol.
En 1957, Preud'homme trouva finalement un emploi permanent comme professeur de musique à l'Institut technique des Ursulines à Hasselt, poste qu'il occupa jusqu'en 1968.  En attendant, il continuait à composer des dizaines de chansons, qui se situent au croisement des genres de la chanson savante et de la chanson populaire.  Entretemps, le compositeur faisait également des exposés.  En outre avec son épouse Eveline Verhulst, originaire de Geel, il constitua un trio, qui reçut le nom de Trio Op de purperen hei, et il fit une tournée à travers la Flandre, donnant des soirées musicales.
Le 12 janvier 1968, il reçut du roi Baudouin de Belgique la médaille d'or de l'ordre de la Couronne.  Peu après, avec Willem De Meyer, il fut envoyé en mission culturelle en Afrique du Sud, où il put constater que ses chansons y étaient chantées plus qu'en Belgique.
Preud'homme dirigea l'orchestre à l'occasion de plusieurs manifestations nationales flamandes et écrivit également une « messe d'amnistie » (« amnestiemis »).
Pour la commémoration des 600 années d'existence de la ville de Peer, il écrivit l'opérette Bengel (Polisson).
Le 31 mai 1981, sa statue, créée par le sculpteur Jan van de Brande, fut inaugurée à Hasselt.  Peu après, la statue devint l'objet d'un attentat à la bombe.  Op de heide waait de wind, sa biographie par le journaliste René Melis, fut écrite à l'occasion de son 75e anniversaire.  En 2005, il a terminé 195e dans la version flamande des Plus Grands Belges, De Grootste Belg.

## Ressources

### Note
1. ↑  Ces vers sont : 
Kempenland, aan de Dietsche kroon
wonderfrisse perel ;
(Pays de Campine, à la couronne thioise, perle merveilleusement brillante)